# Estació de trens d'Oberkorn
L'Estació de trens d'Oberkorn (en luxemburguès: Gare de Obercorn; en francès: Gare de Differdange, en alemany: Bahnhof Oberkor) és una estació de trens que es troba a Oberkorn al sud-oest de Luxemburg. La companyia estatal propietària és Chemins de Fer Luxembourgeois. L'estació és la terminal principal de la línia 60 CFL, que connecta la Ciutat de Luxemburg amb les Terres Roges del sud del país.

## Servei
Oberkorn rep els serveis ferroviaris pels trens de Regionalbahn (RB) amb relació a les línia 60 CFL de Ciutat de Luxemburg a Rodange.